# 小野春風
小野 春風（おの の はるかぜ）は、平安時代前期の貴族、歌人。従五位上・小野石雄の子。官位は正五位下・右近衛少将。

## 経歴
仁寿4年（854年）右衛門少尉、天安2年（858年）右近衛将監と文徳朝から清和朝初頭にかけて武官を歴任し、貞観6年（864年）武蔵介として地方官に遷る。
貞観12年（870年）正月に従五位下に叙爵するとともに、新羅の入寇への対応を行うべく、対馬守に任ぜられる。対馬守在任時に、甲冑の防御機能を強化するための保侶衣1000領、及び兵糧を携帯するための革袋1000枚の必要性を朝廷に訴え、大宰府に保管されていた布でこれらが製作された。同年3月に肥前権介を兼任する。また同月には、かつて弘仁4年（813年）に起きた蝦夷の吉弥侯部止波須可牟多知の乱において、父・石雄が着用した羊革の鎧と牛革の鎧が陸奥国に保管されていたことから、これを着用して九州の警備に当たり、無事に帰京して改めてこの鎧を返納したい旨上奏する。この願いは許されて、羊革の鎧が春風に与えられ、牛革の鎧は兄の陸奥権守・小野春枝に与えられている。のち、左近衛将監に転じたものの讒言を受け免官となる。
陽成朝の元慶2年（878年）3月に元慶の乱が勃発すると、出羽権守として俘囚征討を担うこととなった藤原保則の推挙により、同年6月鎮守府将軍に任ぜられ、陸奥権介・坂上好蔭と共に精兵500人と甲冑一揃えを与えられ、陸奥国から秋田城へ救援に向かう。春風らはまず上津野（鹿角）に入ると、7月末に陸奥・出羽両国の兵と敵対していた俘囚を挟撃して勝利を収める。8月に入ると俘囚側は投降を欲する様子を相次いで見せるが、当初はその真意が測り難く投降を許さなかった。そこで、9月末には春風は自ら敵地に入って降伏の文書を書かせると、俘囚側の指揮者を従えて戻った。この時の春風は防具・武器を脱ぎ捨て単身で夷俘の中に乗り込み、夷語を用いて降伏を促すなど、硬軟取り混ぜた対応を通じて俘囚を悉く降伏させたという。こうして、官軍側は俘囚に降伏心があることを理解し、ついに降伏を許した。
同年12月に200名の俘囚がかつて官軍から略奪した鎧22領を持参して降伏を願い出た際、出羽権掾・清原令望らは降伏する人数に比べて持参した鎧が少なすぎる（鎧を隠し持っている）ことから虚偽の降伏の懸念があるため、もっと数多くの鎧を持参させた上で降伏を認めるべき旨の意見を述べる。しかし、春風は自ら敵情視察を行った結果、降伏は本心によるもので、わざわざ霜雪を越えてやってきたのは降伏を強く願う証拠であるとの意見を出した。結局、出羽権守・藤原保則の判断により、春風の意見が採用されて降伏を受け入れることになり、出羽権介・藤原統行らが降伏した俘囚側に派遣されて労いの饗宴を行った。翌元慶3年（879年）3月には諸国から召集された征討軍を解散すべき旨の勅符が出され、6月までに春風らは上野・下野両国などに兵士の返却を完了させている。なお、春風は乱鎮圧後も鎮守府将軍を務め、元慶6年（882年）には従五位上に叙せられている。
光孝朝の仁和3年（887年）5月に大膳大夫に任ぜられるが、同月に出羽介・坂上茂樹が地震に伴う地勢の変化を理由に国府の移転を願い出たことから、春風は蝦夷征討の従軍経験を買われて、北陸地方の地方官経験のある民部大輔・惟良高尚や左京亮・藤原高松らとともに太政官に召されて意見を述べる。同年6月に摂津権守に遷ると、宇多朝の仁和4年（888年）左衛門権佐、寛平2年（890年）右近衛少将次いで陸奥権守、寛平3年（891年）讃岐権守と、光孝朝から宇多朝にかけても主に武官と地方官を歴任した。醍醐朝の昌泰元年（898年）正五位下に至る。

## 人物
「累代の将家にして、驍勇人に超えたり」と賞賛されるほどの武人であり、若い頃辺境の地に暮らしていたことから、夷語にも通じていた。また、大臣の非違を直言することもあったという。
和歌にも秀で、勅撰歌人として『古今和歌集』に2首が入集している。
- 花薄 穂にいでて恋ひば 名を惜しみ 下ゆふ紐の むすぼほれつつ[11]
- 天彦の おとづれじとぞ 今は思ふ 我か人かと 身をたどる世に[12]

村上朝において、かつて春風が献上した甲一領が蔵人所に所蔵されていたとの記録がある。

## 官歴
注記のないものは『日本三代実録』による。
- 仁寿4年（854年） 11月2日：右衛門少尉[14]
- 天安2年（858年） 9月1日：右近衛将監[14]
- 貞観6年（864年） 正月16日：武蔵介[14]
- 時期不詳：正六位上
- 貞観12年（870年） 正月25日：従五位下、対馬守。3月27日：兼肥前権介
- 時期不詳：左近衛将監[10]
- 元慶2年（878年） 6月8日：鎮守府将軍兼相模権介
- 元慶6年（882年） 正月7日：従五位上
- 仁和3年（887年） 5月13日：大膳大夫。6月13日：摂津権守
- 仁和4年（888年） 3月：左衛門権佐[14]
- 寛平2年（890年） 正月28日：右近衛少将[14]。閏9月20日：陸奥権守[14]
- 寛平3年（891年） 正月30日：讃岐権守[14]
- 昌泰元年（898年） 日付不詳：正五位下[14]

## 関連作品

### 書籍
- 田牧久穂『元慶の乱・私記 古代秋田の住民闘争』無明舎出版、1992年、ISBN 4-89544-202-0

### 小説
- 菅野雪虫『羽州ものがたり』角川書店、2011年、ISBN 4048741683